# Leonhard Rauwolf
Leonhard (Leonhart) Rauwolf (Rauwolff), né le 21 juin 1535 (ou 1540, selon certaines sources[Lesquelles ?]) à Augsbourg et mort le 15 septembre 1596 à Waitzen en Hongrie, est un naturaliste, un médecin, un botaniste et un explorateur allemand. Il était aussi connu sous les appellations de Rau(ch)wolf(f) ou Dasylycos.

## Biographie

### Années d'étude
Leonhard Rauwolf commence à étudier en Allemagne à l'université de Wittemberg. En 1560, il se rend en France, étudiant aux universités de Valence et Montpellier. ou il aura notamment comme professeur Guillaume Rondelet (1507-1566). À la même époque, il commence à herboriser dans les environs de Montpellier, Sète et Frontignan. Ses herbiers contiennent 600 plantes de cette région. Il est, en ces années d'apprentissage, accompagné par Jeremias Martius, d'Augsbourg, qui deviendra un médecin renommé dans cette dernière ville. En 1563, Leonhard Rauwolf se rend en Italie. D'après les descriptions des plantes qu'il a observées, on peut le situer, entre autres, dans les environs des villes de Vérone, Bologne, Florence et Parme. De même, sur la base de ses trouvailles botaniques, on peut retracer son itinéraire de retour en Allemagne : traversée du Saint-Gothard, Lucerne, Bâle et la Forêt-Noire. Au cours de sa traversée de la Suisse, il rencontre Conrad Gesner, un des plus célèbres naturalistes de son temps. En 1564, Leonhard Rauwolf reçoit à son tour la visite de Carolus Clusius, lui aussi fort connu.
Il rentre à Augsbourg en 1565 et commence à exercer la médecine. La même année, il se marie avec Regina Jung (1542-?), la fille du médecin et patricien, Ambrosius Jung le Jeune(1510-1559). En 1570, son fils Mathäus Rauwolf le Jeune nait à Augsbourg (mort dans cette même ville le 27 septembre 1628). Leonhard Rauwolf pratiquera ensuite à Aichach, puis à Kempten.

### Voyage en Orient

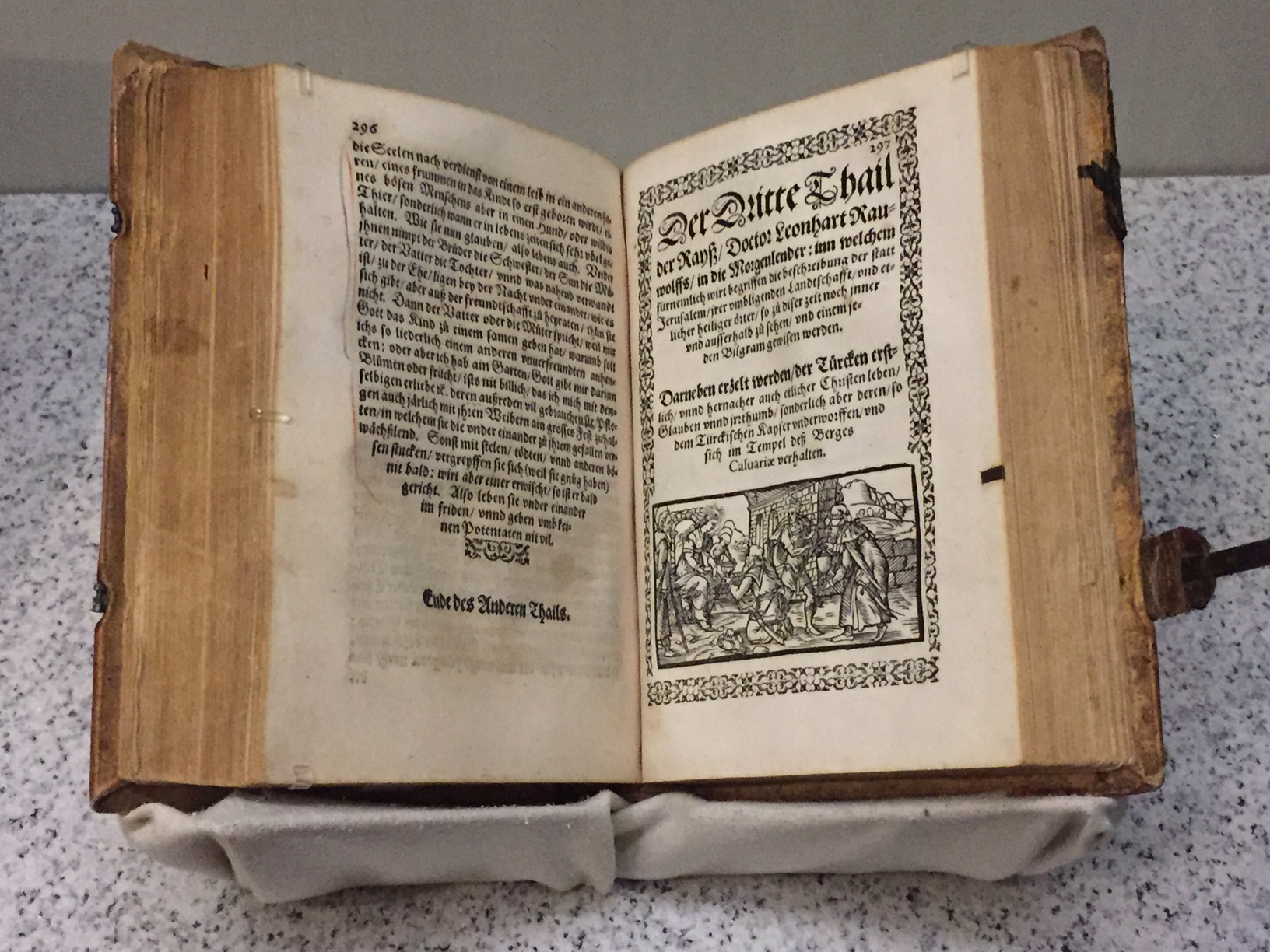
Leonard Rauwolf: « Aigentliche beschreibung der Raisz... ». Lauingen, 1582. Musée historique allemand, Berlin

En mai 1573, quelques années après Pierre Belon (v. 1517-1564), il entreprend un voyage de trois ans au Proche-Orient, financé par son gendre (?) Melchior Manlich. Celui-ci escompte que Rauwolf puisse rapporter de nouveaux produits et espèces végétales, utilisables comme produits pharmaceutiques par sa firme, qui commerçait déjà avec le Levant. Leonhard Rauwolf, quant à lui, espère éclaircir l'identification de plantes médicinales décrites par les Anciens et les Arabes.
Il se rend successivement à Milan, Nice et Marseille, où il s'embarque à destination de Tripoli. Il y aborde en septembre 1573, et commence immédiatement à herboriser. Plus tard, il gagne Alep, et visite la Syrie, l’Arménie et Constantinople en 1573, puis Bagdad en 1574. Il est le premier Européen à emprunter la route, nouvellement ouverte, qui, de Bagdad, descend le cours de l'Euphrate, et remonte celui du Tigre, jusqu'à Mossoul. Il avait l'intention de pousser jusqu'en Inde, mais ne met pas son projet à exécution.
Rauwolf rapporte de nombreuses observations, non seulement sur la nature, mais aussi sur les spécificités culturelles des peuples orientaux, ainsi que sur les places commerciales. Il est le premier européen à observer la préparation et la consommation du café : « Une très bonne boisson qu'ils appellent Chaube qui est presque aussi noire que l'encre et très bonne dans la maladie, spécialement de l'estomac. Celle-ci ils la boivent tôt le matin en plein air devant tout le monde, sans peur ni précaution, dans des terres cuites ou des tasses de Chine, aussi chaude qu'ils peuvent, la sirotant un petit peu à chaque fois ». Il se rend à Jérusalem en 1575. Le voyage de retour commence à Tripoli en novembre 1575, et s'achève à Augsbourg en février 1576.

### Retour en Europe
Il reprend ensuite l'exercice de la médecine. Vers 1576, il fait paraître ses observations botaniques, dans son quatrième traité, sous le titre de Viertes Kreutterbuech -- darein vil schoene und frembde Kreutter ; il y décrit de nombreuses espèces (au moins 34) jusqu’alors inconnues en Europe. En 1582, paraît, en allemand, son journal de voyage, Aigentliche Beschreibung der Raiß inn die Morgenländerin, qui est bientôt traduit en anglais et en néerlandais. Écrit par un voyageur protestant, sa description de la vie religieuse au Proche-Orient est particulièrement importante du point de vue historique. Le théologien John Gill se réfère de nombreuses fois à son œuvre, dans son Exposition of the Bible, pour montrer l'exactitude de l'histoire biblique. En 1588, les autorités de la ville d’Augsbourg se convertissent au catholicisme. Rauwolf, l’un des dirigeants du mouvement protestant, doit s'exiler. Il passe huit ans à Linz comme médecin. En 1596, il rejoint les troupes de l’Empire autrichien, en lutte contre les Turcs en Hongrie. C'est là qu'il meurt de dysenterie.
Après sa mort, les herbiers de Leonhard Rauwolf sont successivement la propriété du Prince-Électeur de Bavière, puis de la Suède, avant d'être apportés en Hollande par Isaac Vossius. Depuis, ils sont conservés dans la bibliothèque de l'université de Leyde,.
En 1975, la ville de Linz a baptisé une rue, la Rauwolfstraße, en son honneur.

## Taxons en son honneur

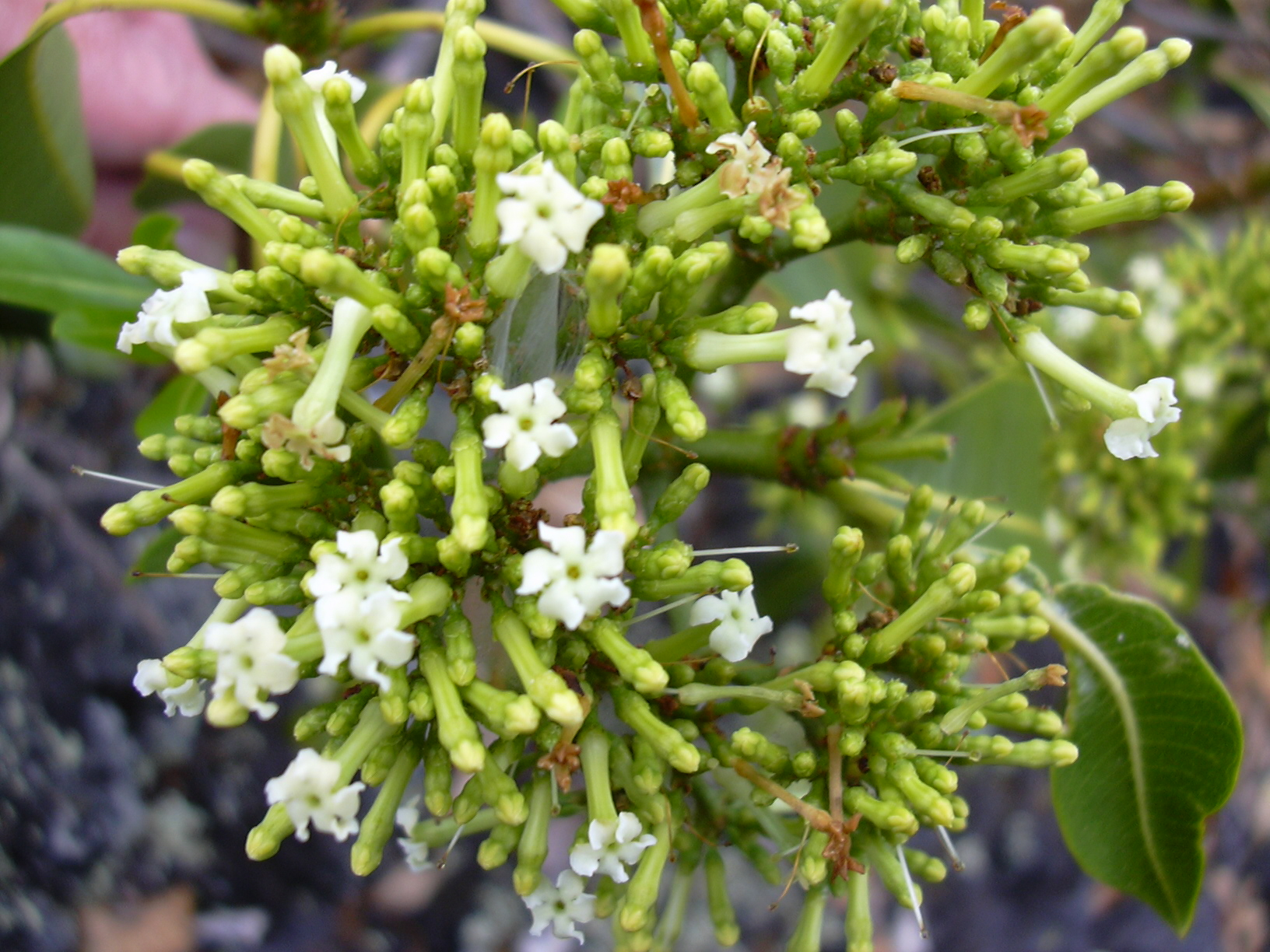
Rauvolfia sandwicensis

En 1703, Charles Plumier baptise, en son honneur, le genre Rauvolfia Plum. ex L. de la famille botanique des apocynacées (Apocynaceae). Carl von Linné reprit ensuite ce nom,, en 1798.

## Publications
- Aigentliche beschreibung der Raisz, so er vor diser zeit gegen Auffgang inn die Morgenländer, fürnemlich Syriam, Judaeam, Arabiam, Mesopotamiam, Babyloniam, Assyriam, Armeniam u.s.w. nicht ohne geringe mühe unnd grosse Gefahr selbs vollbracht
- Viertes Kreutterbuech -- darein vil schoene und frembde Kreutter durch Leonhart Rauwolffen […] einegelegt unnd aufgemacht worden. […] Herbarium vivum mit 200 herbarisierten Pflanzen nach Fundorten gegliedert, Augsburg, (vers 1576)